# Форт-Лі (Нью-Джерсі)
Форт-Лі (англ. Fort Lee) — місто (англ. borough) в США, в окрузі Берген штату Нью-Джерсі. Населення — 40 191 особа (2020).

## Географія
Форт-Лі розташований за координатами 40°51′2″ пн. ш. 73°58′16″ зх. д. / 40.85056° пн. ш. 73.97111° зх. д. (40.850640, -73.971007).  За даними Бюро перепису населення США в 2010 році місто мало площу 7,48 км², з яких 6,58 км² — суходіл та 0,90 км² — водойми.

## Демографія
Згідно з переписом 2010 року, у селищі мешкало 35 345 осіб у 16 371 домогосподарстві у складі 9366 родин. Було 17818 помешкань
Расовий склад населення:
| - 53,5 % — білих - 38,4 % — азіатів - 2,8 % — чорних або афроамериканців - 0,1 % — корінних американців - 3,1 % — осіб інших рас |

До двох чи більше рас належало 2,1 %. Частка іспаномовних становила 11,0 % від усіх жителів.
За віковим діапазоном населення розподілялося таким чином: 17,0 % — особи молодші 18 років, 61,2 % — особи у віці 18—64 років, 21,8 % — особи у віці 65 років та старші. Медіана віку мешканця становила 44,7 року. На 100 осіб жіночої статі у селищі припадало 86,9 чоловіків;  на 100 жінок у віці від 18 років та старших — 83,8 чоловіків також старших 18 років.
Середній дохід на одне домашнє господарство  становив 96 943 долари США (медіана — 70 415), а середній дохід на одну сім'ю — 117 291 долар (медіана — 90 844). Медіана доходів становила 68 158 доларів для чоловіків та 59 881 долар для жінок. За межею бідності перебувало 9,8 % осіб, у тому числі 8,7 % дітей у віці до 18 років та 15,1 % осіб у віці 65 років та старших.
Цивільне працевлаштоване населення становило 17 540 осіб. Основні галузі зайнятості: освіта, охорона здоров'я та соціальна допомога — 23,3 %, науковці, спеціалісти, менеджери — 15,0 %, фінанси, страхування та нерухомість — 11,2 %, роздрібна торгівля — 9,7 %.